# DRAMA ADDICT
『DRAMA ADDICT』（ドラマ・アディクト）は、2023年10月12日（11日深夜）から2024年9月5日（4日深夜）まで、テレビ大阪・BSテレビ東京（BSテレ東）が1クールごとに幹事局を入れ替えて、毎週水曜深夜（木曜未明）0:00 - 0:30に放送していた連続ドラマ枠。

## 概要
番組は主に漫画や小説のアプリで掲載されている愛憎劇的な作品を中心に映像化したものである。またゾーン名の「ADDICT」は「○○中毒」の英語での意味である。

## 放送作品
（凡例）
☆ - テレビ大阪幹事
★ - BSテレ東幹事
2023年
- インターホンが鳴るとき☆（10月12日〈11日深夜〉- 12月14日〈13日深夜〉、全10話） - 主演：土村芳

2024年
- 蜜と毒★（1月11日〈10日深夜〉 - 3月21日〈20日深夜〉、全10話） - 主演：入来茉里
- 買われた男☆（4月18日〈17日深夜〉- 6月20日〈19日深夜〉）、全10話） - 主演：瀬戸利樹
- 初恋不倫〜この恋を初恋と呼んでいいですか〜★（7月4日〈3日深夜〉 - 9月5日〈4日深夜〉、全10話） - 主演：樋口日奈

## 放送局
レギュラーネット局
| 放送期間                      | 放送時間                           | 放送局         | 対象地域       | 備考                                                     | 備考 |
| ----------------------------- | ---------------------------------- | -------------- | -------------- | -------------------------------------------------------- | ---- |
| 2023年10月12日 - 2024年9月5日 | 木曜 0:00 - 0:30                   | BSテレ東       | 全国           | 共同幹事・製作局 （幹事は春・秋：TVO、夏・冬：BSテレ東） |      |
| 2023年10月12日 - 2024年9月5日 | 木曜 0:00 - 0:30                   | テレビ大阪     | 大阪府         | 共同幹事・製作局 （幹事は春・秋：TVO、夏・冬：BSテレ東） |      |
| 2023年10月12日 - 2024年9月5日 | 木曜 0:00 - 0:30                   | テレビ北海道   | 北海道         | 同時放送                                                 |      |
| 2023年10月12日 - 2024年9月5日 | 木曜 0:00 - 0:30                   | TVQ九州放送    | 福岡県         | 同時放送                                                 |      |
| 2023年10月12日 - 2024年9月5日 | 木曜 1:00 - 1:30 → 火曜 0:30 -1:00 | テレビ愛知     | 愛知県         | 2024年1月より放送日時変更                                |      |
|                               | 金曜 1:05 - 1:35                   | テレビせとうち | 岡山県・香川県 |                                                          |      |

作品ごとの個別ネット局
TOKYO MX
- 買われた男

ネット配信
- 全作品 - TVer・ネットもテレ東にてBSテレ東・テレビ大阪の放送終了後無料見逃し配信。DMM TVでは当日の放送後に次回放送分の先行配信を実施。